# Albert Claude
Albert Claude (n. 24 august 1898, Neufchâteau, Valonia, Belgia – d. 22 mai 1983, région métropolitaine de Bruxelles, Valonia, Belgia) a fost un biolog belgian, laureat al Premiului Nobel în 1974 împreună cu George Palade și Christian de Duve, pentru "descoperirile de infrastructură celulară, în special a ribozomilor, loc de descifrare a mesajului ereditar și de biosinteză a proteinelor". A activat în principal la Universitatea Catolică din orașul Louvain, Belgia.